# Waterfall Gully

Waterfall Gully är en liten förort med 145 invånare till South Australias huvudstad Adelaide. Den ligger på bergsfoten till Mount Lofty Ranges omkring fem kilometer öster om Adelaides centrumområde. Den största delen av orten består av en lång rännsten mellan First Creek i mitten och Waterfall Gully Road nära vattenflödet. Förorten är namngiven efter ett vattenfall som också finns vid slutet av rännstenen. Som del av City of Burnside gränsas den i norr av förorten Burnside, nordöst till Greenhill, sydöst till Cleland Conservation Park, och till sydväst Leawood Gardens samt nordväst till Mount Osmond.
Waterfall Gully har en rik historia och har varit en populär attraktion sedan Adelaides tidiga bosättare upptäckte området under 1800-talet. 